# Chorizagrotis expugnata
Chorizagrotis expugnata là một loài bướm đêm trong họ Noctuidae.